# خابکایماخی
خابکایماخی (به لاتین: Khabkaymakhi) یک منطقهٔ مسکونی در روسیه است که در داغستان واقع شده‌است.